# Liquigas/Saison 2009
Mannschaft und Erfolge des Teams Liquigas in der Saison 2009.

## Saison 2009

### Erfolge beim UCI World Calendar
| Datum              | Rennen                                 | Fahrer            |
| ------------------ | -------------------------------------- | ----------------- |
| 25. Januar         | 6. Etappe Tour Down Under              | Francesco Chicchi |
| 2. Mai             | 4. Etappe Tour de Romandie             | Roman Kreuziger   |
| 28. April – 3. Mai | Gesamtwertung Tour de Romandie         | Roman Kreuziger   |
| 27. Mai            | 17. Etappe Giro d’Italia               | Franco Pellizotti |
| 11. Juni           | 5. Etappe Critérium du Dauphiné Libéré | Sylwester Szmyd   |
| 4. August          | 3. Etappe Tour de Pologne              | Jacopo Guarnieri  |

### Erfolge in der Continental Tour
| Datum             | Rennen                                         | Kat. | Fahrer            |
| ----------------- | ---------------------------------------------- | ---- | ----------------- |
| 10. Februar       | Trofeo Pollença                                | 1.1  | Daniele Bennati   |
| 13. Februar       | 1. Etappe Giro della Provincia di Grosseto     | 2.1  | Daniele Bennati   |
| 27. Februar       | 4. Etappe Giro di Sardegna                     | 2.1  | Daniele Bennati   |
| 24.–28. Februar   | Gesamtwertung Giro di Sardegna                 | 2.1  | Daniele Bennati   |
| 31. März–2. April | Gesamtwertung Driedaagse van De Panne-Koksijde | 2.HC | Frederik Willems  |
| 22.–25. April     | Gesamtwertung Giro del Trentino                | 2.1  | Ivan Basso        |
| 24. Juni          | Giro dell’Appennino                            | 1.1  | Vincenzo Nibali   |
| 25. Juni          | Polnische Meisterschaft – Einzelzeitfahren     | NC   | Maciej Bodnar     |
| 8. August         | Gran Premio Città di Camaiore                  | 1.1  | Vincenzo Nibali   |
| 6. September      | Giro della Romagna                             | 1.1  | Murilo Fischer    |
| 12. September     | 6. Etappe Tour of Missouri                     | 2.HC | Francesco Chicchi |

### Abgänge – Zugänge 2009
| Zugänge          |                   | Abgänge              |                   |
| ---------------- | ----------------- | -------------------- | ----------------- |
| Sylwester Szmyd  | Lampre-Fondital   | Filippo Pozzato      | Katjuscha         |
| Oliver Zaugg     | Team Gerolsteiner | Mauro Da Dalto       | Lampre            |
| Fabio Sabatini   | Team Milram       | Dario Cataldo        | Quick Step        |
| Brian Vandborg   | Team GLS          | Charles Wegelius     | Silence-Lotto     |
| Gianni Da Ros    | Neoprofi          | Michael Albasini     | Team Columbia-HTC |
| Jacopo Guarnieri | Neoprofi          | Leonardo Bertagnolli | Amica Chips-Knauf |
| Daniel Oss       | Neoprofi          | Manuel Beltrán       | Dopingsperre      |
| Ivan Basso       | Dopingsperre      | Alberto Curtolo      | Unbekannt         |
|                  |                   | Matej Mugerli        | Unbekannt         |
|                  |                   | Guido Trenti         | Karriereende      |

### Mannschaft 2009
| Name                  | Geburtstag         | Nationalität |              |
| --------------------- | ------------------ | ------------ | ------------ |
| Valerio Agnoli        | 6. Januar 1985     | Italien      |              |
| Ivan Basso            | 26. November 1977  | Italien      |              |
| Daniele Bennati       | 24. September 1980 | Italien      |              |
| Maciej Bodnar         | 7. März 1985       | Polen        |              |
| Kjell Carlström       | 18. Oktober 1976   | Finnland     |              |
| Francesco Chicchi     | 27. November 1980  | Italien      |              |
| Claudio Corioni       | 26. Dezember 1982  | Italien      |              |
| Gianni Da Ros         | 26. August 1986    | Italien      |              |
| Murilo Fischer        | 16. Juni 1979      | Brasilien    |              |
| Enrico Franzoi        | 8. August 1982     | Italien      |              |
| Jacopo Guarnieri      | 14. August 1987    | Italien      |              |
| Roman Kreuziger       | 6. Mai 1986        | Tschechien   |              |
| Aljaksandr Kuschynski | 27. Oktober 1979   | Belarus      |              |
| Vladimir Miholjević   | 18. Januar 1974    | Kroatien     |              |
| Vincenzo Nibali       | 14. November 1984  | Italien      |              |
| Andrea Noè            | 15. Januar 1969    | Italien      |              |
| Daniel Oss            | 13. Januar 1987    | Italien      |              |
| Franco Pellizotti     | 15. Januar 1978    | Italien      |              |
| Manuel Quinziato      | 30. Oktober 1979   | Italien      |              |
| Fabio Sabatini        | 18. Februar 1985   | Italien      |              |
| Ivan Santaromita      | 30. April 1984     | Italien      |              |
| Gorazd Štangelj       | 27. Januar 1973    | Slowenien    |              |
| Sylwester Szmyd       | 2. März 1978       | Polen        |              |
| Brian Vandborg        | 4. Dezember 1981   | Dänemark     |              |
| Alessandro Vanotti    | 16. September 1980 | Italien      |              |
| Frederik Willems      | 8. September 1979  | Belgien      |              |
| Oliver Zaugg          | 9. Mai 1981        | Schweiz      |              |
| Stagiaires            | Stagiaires         | Nationalität | Nationalität |
| Cesare Benedetti      | Cesare Benedetti   | Italien      |              |
| Maciej Paterski       | Maciej Paterski    | Polen        |              |